# Rezerwat przyrody Mingos
Rezerwat przyrody Mingos – leśny rezerwat przyrody utworzony w 1971 r., położony na terenie gminy Łyse, w powiecie ostrołęckim, w województwie mazowieckim. Znajduje się na gruntach leśnictwa Złota Góra, nadleśnictwa Nowogród. Zajmuje powierzchnię 13,46 ha.
Celem ochrony jest zachowanie ze względów naukowych i dydaktycznych fragmentu boru sosnowego charakterystycznego dla Puszczy Kurpiowskiej. Przedmiotem ochrony jest bór brusznicowy. 
Rezerwat jest ubogi florystycznie – stwierdzono tu występowanie jedynie 38 gatunków roślin, w tym 3 gatunków drzew, 2 gatunków krzewów oraz 33 gatunków roślin zielnych i mszaków. Górne piętra lasu w rezerwacie stanowi sosna. W warstwie krzewów dominuje jałowiec pospolity. W podszycie występują m.in. konwalia majowa, rokitnik zwyczajny i widłaki. W warstwie mszystej udokumentowano m.in. takie gatunki jak: gajnik lśniący, rokietnik pospolity i widłoząb. Na obrzeżu lasu udokumentowano gatunki rzadkie, tj. kruszyna pospolita, konwalia majowa, przetacznik kłosowy, łyszczec baldachogronowy, bodziszek czerwony oraz chronione tj. widłak jałowcowaty, widłak goździsty, sasanka wiosenna, arnika górska.
W północno-wschodniej części rezerwatu, na obszarze około 14 ha nie występuje podszyt, który został zniszczony w wyniku pożaru.